# Capparis brachybotrya
Capparis brachybotrya là một loài thực vật có hoa trong họ Capparaceae. Loài này được Hallier f. mô tả khoa học đầu tiên năm 1906.